# الحمراء (ذمار)

تعديل مصدري - تعديل

الحمراء هي إحدى قرى عزلة ذي حود بمديرية المنار التابعة لمحافظة ذمار في الجمهورية اليمنية.

## السكان
بلغ تعداد سكانها 119 نسمة بحسب تعداد اليمن لعام 2004.

## روابط خارجية
- الجهاز المركزي للإحصاء بالجمهورية اليمنية
- المركز الوطني للمعلومات باليمن
- الدليل الشامل